# Марія Ангеліна Неманич
Марія Ангеліна Неманич (серб. Марија Ангелина Немањић, грец. Μαρία Αγγελίνα Δούκαινα Παλαιολογίνα; 1349 — 28 грудня 1394) — 10-а володарка Епірського деспотату в 1384—1385 роках.

## Життєпис
Походила з династії Неманичів. Донька імператора сербів і ромеїв Симеона Уроша і Томасіни (доньки Іоанна II Орсіні, деспота Епіру). У 1360 році батько з політичних міркувань видав Марію за родича за жіночою лінією Фому Прелюбовича, який 1367 року став деспотом Епіру. Десь у 1370-х роках через палацові інтриги чоловік запідозрив Марію у подружній зраді (можливо, через відсутність дітей, єдиний син Прелюб помер дитиною), тому відіслав від себе. Подальші відносини лише погіршувалися.
Ймовірно у 1384 році Марія брала участь у змові проти Фоми Прелюбовича, якого було вбито. Населення Яніни оголосило Марія деспотесою. Сама вона використовувала титул басиліси, як донька басилевса (імператора). Також стала йменуватися як Марія Ангеліна Дукеня Палеологіня.
Проте вже 1385 року артський деспот Гін Буа Шпата взяв в облогу Яніну. Марія викликала свого брата Іоасафата, ігумена монастиря Магала Метеора, щодо подальших дій. Той сформував державну раду, де було вирішено влаштувати шлюб Марії зі знатним флорентійцем Ісавом де Буонделмонті. Останній фактично перебрав влади до себе, за допомогою загону з Османської держави відбив напад Гін Буа Шпати.
Згодом Марія відсторонилася від політичних справ. Померла Марія Ангеліна Неманич  1394 року в Яніні.